# Żmigród
Żmigród és una ciutat de Polònia. Es troba al sud-oest del país, al voivodat de Baixa Silèsia. Fins al 1945 pertanyia a Alemanya, i s'anomenava Trachenberg.
Es troba aproximadament a 22 km al nord-oest de Trzebnica i a 40 km al nord de la capital del voivodat, Wrocław,